# Spike (azienda)
Spike Co., Ltd. (株式会社スパイク?, Kabushiki Kaisha Supaiku) è stata un'azienda giapponese che sviluppava e pubblicava videogiochi. Nell'aprile 2012 la compagnia si è unita con Chunsoft, formando l'azienda Spike Chunsoft.

## Videogiochi

### Sviluppati
- Conception: Please Give Birth to My Child!
- Crimson Tears
- Danganronpa: Trigger Happy Havoc
- Danganronpa 2: Goodbye Despair
- Dragon Ball Z: Budokai Tenkaichi
- Dragon Ball Z: Budokai Tenkaichi 2
- Dragon Ball Z: Budokai Tenkaichi 3
- Dragon Ball Z: Tenkaichi Tag Team
- Dragon Ball: Raging Blast
- Dragon Ball: Raging Blast 2
- Dragon Ball Z: Ultimate Tenkaichi
- Elvandia Story
- Escape from Bug Island
- Fire Pro Wrestling
- Michigan: Report from Hell
- King of Colosseum
- King of Colosseum II
- LifeSigns: Surgical Unit
- Racingroovy
- Shinjyuku no Ōkami
- Twilight Syndrome
- 428: Fūsa Sareta Shibuya de (versione per PlayStation 4 e PlayStation Portable)[3]

### Pubblicati in Giappone
- Astro Tripper
- BioShock
- Call of Duty 3[4]
- Conflict Denied Ops (Double Clutch in Giappone)
- Colin McRae Rally (Colin McRae: The Rally in Giappone)
- Dead Island
- Dragon Age: Origins
- Shiren the Wanderer (versione per PSP)
- Formation Soccer 2002
- Shiren the Wanderer 4
- Gachitora!: Abarenbou Kyoushi in High School
- Greed Corp
- Haze
- Homefront
- Kane & Lynch: Dead Men
- Kenka Bancho
- Kenka Bancho 2: Full Throttle
- Kenka Bancho 3: Zenkoku Seiha (Kenka Bancho: Badass Rumble in America Settentrionale)
- Kenka Bancho 4: Ichinen Sensō
- Kenka Bancho 5: Otoko no Rule
- Kenka Bancho 6: Soul and Blood
- MadWorld
- Metro 2033
- Midnight Club: Los Angeles
- Red Faction: Guerrilla
- Sacred 2: Fallen Angel
- Samurai Western
- The Darkness
- Tomb Raider: Legend
- Tomb Raider: Anniversary
- Tomb Raider: Underworld
- True Crime: New York City
- Urban Chaos: Squadra Antisommossa
- Wanted: Weapons of Fate
- Way of the Samurai
- Way of the Samurai 2
- Way of the Samurai 3
- Way of the Samurai 4
- 999: Nine Hours, Nine Persons, Nine Doors